# Station Chester
Chester is een spoorwegstation van National Rail in Chester, Cheshire West and Chester in Engeland. Het station is eigendom van Network Rail en wordt beheerd door Transport for Wales. Het station is Grade II* listed.
Station Chester ligt aan de  North Wales Coast Line.

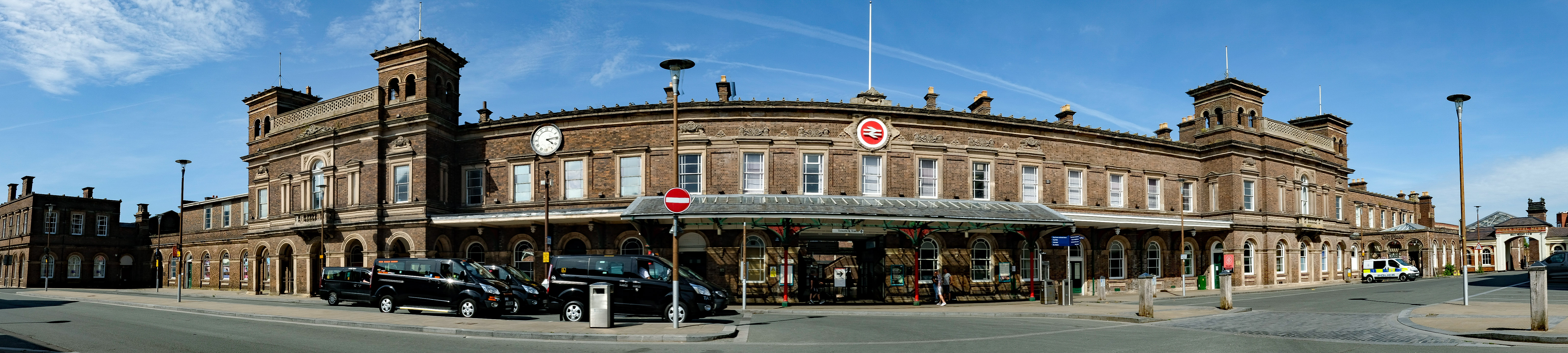
De gevel van het stationsgebouw aan de straatzijde.